# Корнелл (Іллінойс)
Корнелл (англ. Cornell) — селище (англ. village) в США, в окрузі Лівінґстон штату Іллінойс. Населення — 446 осіб (2020).

## Географія
Корнелл розташований за координатами 40°59′32″ пн. ш. 88°43′46″ зх. д. / 40.99222° пн. ш. 88.72944° зх. д. (40.992194, -88.729389).  За даними Бюро перепису населення США в 2010 році селище мало площу 1,66 км², уся площа — суходіл.

## Демографія
Згідно з переписом 2010 року, у селищі мешкало 467 осіб у 187 домогосподарствах у складі 123 родин. Густота населення становила 281 особа/км².  Було 217 помешкань (131/км²).
Расовий склад населення:
| - 94,2 % — білих - 1,1 % — чорних або афроамериканців - 0,2 % — корінних американців - 2,8 % — осіб інших рас |

До двох чи більше рас належало 1,7 %. Частка іспаномовних становила 3,6 % від усіх жителів.
За віковим діапазоном населення розподілялося таким чином: 23,8 % — особи молодші 18 років, 61,0 % — особи у віці 18—64 років, 15,2 % — особи у віці 65 років та старші. Медіана віку мешканця становила 38,8 року. На 100 осіб жіночої статі у селищі припадало 104,8 чоловіків;  на 100 жінок у віці від 18 років та старших — 102,3 чоловіків також старших 18 років.
Середній дохід на одне домашнє господарство  становив 47 489 доларів США (медіана — 41 563), а середній дохід на одну сім'ю — 59 681 долар (медіана — 49 205). За межею бідності перебувало 28,3 % осіб, у тому числі 50,7 % дітей у віці до 18 років та 15,6 % осіб у віці 65 років та старших.
Цивільне працевлаштоване населення становило 160 осіб. Основні галузі зайнятості: виробництво — 26,3 %, освіта, охорона здоров'я та соціальна допомога — 19,4 %, роздрібна торгівля — 16,9 %.